# ファイサル・シャイェステ
ファイサル・シャイェステ（Faysal Shayesteh、1991年6月10日 - ）は、アフガニスタン・カブール出身のサッカー選手。アフガニスタン代表主将。ポジションはMF。

## 経歴

### ユース
アフガニスタンのカーブルで生まれ、幼い時にオランダへ渡った。

### エタル
2013年2月にブルガリアプロサッカーリーグのFCエタル1924ヴェリコ・タルノヴォと契約した。3月2日のPFCモンタナ戦で88分に途中出場しブルガリア初出場を果たし、この試合は2-1の勝利で終わった。

### ソンクラー・ユナイテッドFC
2013年10月に、タイ・プレミアリーグのソンクラー・ユナイテッドFCに移籍した。背番号は10番を着用し、2016年3月末まで在籍した。

### パハンFA
2016年7月、マレーシア・プレミアリーグのパハンFAに移籍した。背番号は同じく10番で、6か月後に退団した。

### ペイカーンFC
2017年1月、ペルシアン・ガルフ・プロリーグのペイカーンFCに移籍し、同リーグで初のアフガニスタン人選手となった。

## 代表歴
2014年4月13日のキルギス代表との親善試合で代表初出場を果たした。この試合で彼は左サイドバックとして出場したものの、17分にPKを失敗した。2014年5月14日のクウェート代表との親善試合ではフリーキックを決めて得点した。5月22日のAFCチャレンジカップ2014のトルクメニスタン代表戦では50mほどの距離から直截フリーキックを狙い、得点した。

## 人物
兄のカイス・シャイェステもアフガニスタン代表のサッカー選手である。